# Marco Emilio Lepido (console 187 a.C.)
Marco Emilio Lepido (in latino Marcus Aemilius Lepidus; ... – 152 a.C.) è stato un politico e generale romano esponente dei Lepidi, un ramo della gens Aemilia,  della Repubblica romana.

## Biografia
Fu edile nel 193 a.C. insieme a L. Emilio Paolo, promuovendo la costruzione del nuovo porto fluviale a sud del colle Aventino. Questa nuova costruzione, chiamata Emporium, prevedeva una banchina di circa 500 m e un grosso edificio di 50 vani, i Navalia. Lo spazio retrostante i Navalia era occupato da diversi horrea, magazzini per lo stoccaggio delle merci, di cui i più noti sono gli horrea Galbana. 
È noto per aver dato il nome alla via Emilia, fatta da lui costruire tra il 189 e il 187 a.C. per collegare Placentia (l'odierna Piacenza) con Ariminum (l'odierna Rimini).
Marco Emilio Lepido fu eletto console romano nel 187 e nel 175 a.C. e ricoprì le cariche di pontefice massimo e di censore nel 179 a.C.. In quell'anno fece costruire, con Marco Fulvio Nobiliore l'altro censore, la Basilica Fulvia-Aemilia. Questo edificio rimase legato alla famiglia Aemilia che ne pagò i lavori di restauro e modifiche anche nei decenni che seguirono.
Ha fondato, insieme ai triumviri coloniae deducendae Tito Ebuzio Parro e Lucio Quinzio Crispino, le colonie di Regium Lepidi (l'odierna Reggio Emilia, in epoca romana chiamata così in suo onore), Mutina (l'odierna Modena) e di Parma nel 183 a.C.
Riportò la vittoria sui Liguri durante il suo consolato: in tale occasione fece voto di erigere un tempio a Giunone, e durante la censura dedicò (23 dicembre) il tempio di Giunone Regina al Campo Marzio. Dedicò il tempio D dell'area sacra di Largo di Torre Argentina ai Lari Permarini durante la propria censura. Nel 177 a.C., affiancato da Publio Elio Peto e Gneo Sicinio, organizzò la Centuriazione della Versilia in vista dell'arrivo dei coloni romani volti a sostituire gli Apuani, deportati tre anni prima.